# Grb Brodsko-posavske županije
Grb Brodsko-posavske županije je grb s plavom bojom štita, omjera visine i širine 3:2. Posred štita se nalazi srebrna valovita greda, iznad koje se nalazi pet zlatnih šestokrakih zvijezda, a ispod zlatna kuna u trku. Kuna je zlatne boje okrenuta prema desno. Srebrna valovita greda simbolizira rijeku Savu.